# جان باكر
جان باكر (بالإنجليزية: Jan de Bakker)‏ (و. 1499 – 1525 م) هو قس، وعالم عقيدة، كان من الحركة الإصلاحية البروتستانتية.
ولد في فوردن، توفي في لاهاي، عن عمر يناهز 26 عاماً بسبب إعدام حرقا.